# دوري كرة القاعدة الرئيسي 2007
دوري كرة القاعدة الرئيسي 2007 (بالإنجليزية: 2007 Major League Baseball season)‏ هو الموسم 105 من  دوري كرة القاعدة الرئيسي. أقيم خلال الفترة 2007 وحتى 28 أكتوبر 2007، والذي يشرف على تنظيمه دوري كرة القاعدة الرئيسي، وكان عدد الأندية المشاركة فيه  30، وفاز فيه بوسطن ريد سوكس.